# Nintendo Cube
 (décembre 2016).
Nintendo Cube Co., Ltd. (ニンテンドーキューブ株式会社, NintendōKyūbu Kabushiki Gaisha) est un studio de développement japonais de jeux vidéo basé à Tokyo. La société est fondée le 1er mars 2000 sous le nom de NDcube. Elle est alors une coentreprise entre Nintendo et Dentsu, d'où les initiales ND. Le mot cube est quant à lui tiré du Gamecube. L'entreprise est désormais pleinement une filiale de Nintendo qui la possède à 97%, et prend le nom de Nintendo Cube en septembre 2024.

## Jeux développés
- 2001 : F-Zero: Maximum Velocity
- 2003 : Tube Slider
- 2010 : Wii Party
- 2011 : Wii Play: Motion
- 2012 : Mario Party 9
- 2013 : Mario Party: Island Tour
- 2013 : Wii Party U
- 2015 : Mario Party 10
- 2015 : Animal Crossing: Amiibo Festival
- 2016 : Mario Party: Star Rush
- 2017 : Mario Party: The Top 100
- 2017 : Animal Crossing: Pocket Camp
- 2018 : Super Mario Party
- 2020 : 51 Worldwide Games
- 2021 : Mario Party Superstars
- 2023 : Everybody 1-2-Switch! (en)
- 2024 : Super Mario Party Jamboree